# Гавриленко Микола Іванович
Гавриленко Микола Іванович — (18 травня 1889 р., Полтава  — 14 січня 1971 р., Полтава) — український зоолог, орнітолог, природоохоронний діяч.

## Біографія
М. І. Гавриленко народився у сім'ї столяра-червонодеревщика. Закінчив Полтавське Олександрівське реальне училище, у 1912 р. вступає на природниче відділення фізико-математичного факультету Імператорського Харківського університету, де слухає лекції відомого природоохоронця В. І. Талієва, знайомиться з В. Г. Аверіним. Після завершення університету повертається до Полтави. Взимку 1918 р. вступає до Полтавського товариства любителів природи, очолюваного академіком В. І. Вернадський.
М. І. Гавриленко викладає у Полтавському вчительському інституті, а з 1918 р. працює у Полтавському краєзнавчому музеї.
31 грудня 1935 р. був безпідставно звинувачений у «контрреволюційних виступах» та взятий під варту. 1 лютого 1937 р. НКВС СРСР засудило вченого до 5 років позбавлення волі. Першим етапом М. І. Гавриленко був направлений до Суздаля, звідти — у Тюменські табори. У Полтаву М. І. Гавриленко повернувся на початку 1941 р., влаштувавшись у краєзнавчий музей. З 1946 до 1960 р. працював лаборантом у Полтавському педагогічному інституті.
Помер Микола Іванович у Полтаві. Лише посмертно його було реабілітовано 18 квітня 1989 р.

## Наукова та природоохоронна діяльність
Головні наукові інтереси — орнітологія, теріологія, урбозоологія. Є учнем видатного орнітолога П. П. Сушкіна.
Вивчав птахів Полтавщини, було зібрано унікальну орнітологічну колекцію (понад 8 тис. експонатів), яка нині зберігається у Музеї природи Харківського національного університету.
У квітні 1928 р. провів у м. Полтава першу виставку, присвячену охороні природи. Докладав значних зусиль для створення на Полтавщині природно-заповідних територій (Карловський степ, Парасоцький ліс, урочище Гетьманщина та інші).
З червня 1955 р. був членом Комісії з охорони природи АН УРСР.
Був з 1928 по 1934 рр. членом бюро Українського комітету з охорони пам'яток природи.

## Публікації
Автор 2 монографій та понад 70 наукових статей.
Головні з них:
- Гавриленко Н. И. Птицы Полтавщины. — Полтава: Изд. Полт. Союза охотн., 1929. — 133 с.
- Гавриленко Н. И. Позвоночные животные и урбанизация их в условиях города Полтавы. — Харьков: Изд-во ХГУ, 1970. — 140 с.
- Гавриленко Н. И. Находки арктических и бореальных птиц на Полтавщине // Орнитология. — М.: МГУ, 1960. — Вып. 3. — С. 436–439.
- Гавриленко Н. И. Находки некоторых птиц на Украине // Орнитология. — М: МГУ, 1967. — Вып. 8. — С. 340–341.
- Гавриленко Н. Опыт составления систематического каталога зверей Полтавщины. — Полтава: Изд. Полтав. союза охотн., 1928. — С. 1–18.
- Гавриленко М. І. Замітка про лося і перев'язку на Полтавщині // Зб. праць Зоологічного музею. — 1956. — № 27. — С. 160–164.

Серед природоохоронних публікацій М.Гавриленка найважливішою є:
- Гавриленко М. Охороняймо природу. Полтава, 1928. — 16 с.

## Найважливіші висловлювання
«Здається нам, що питання охорони природи мусить зайняти й надалі першорядне значення в державному законодавстві й держава повинна вжити всіх заходів, щоб в інтересах науки, а разом з тим, і на користь людності було збережено якомога більше шматків не зіпсованої первісної природи. Їх треба зберегти за всяку ціну…».